# Cultura rusa del té

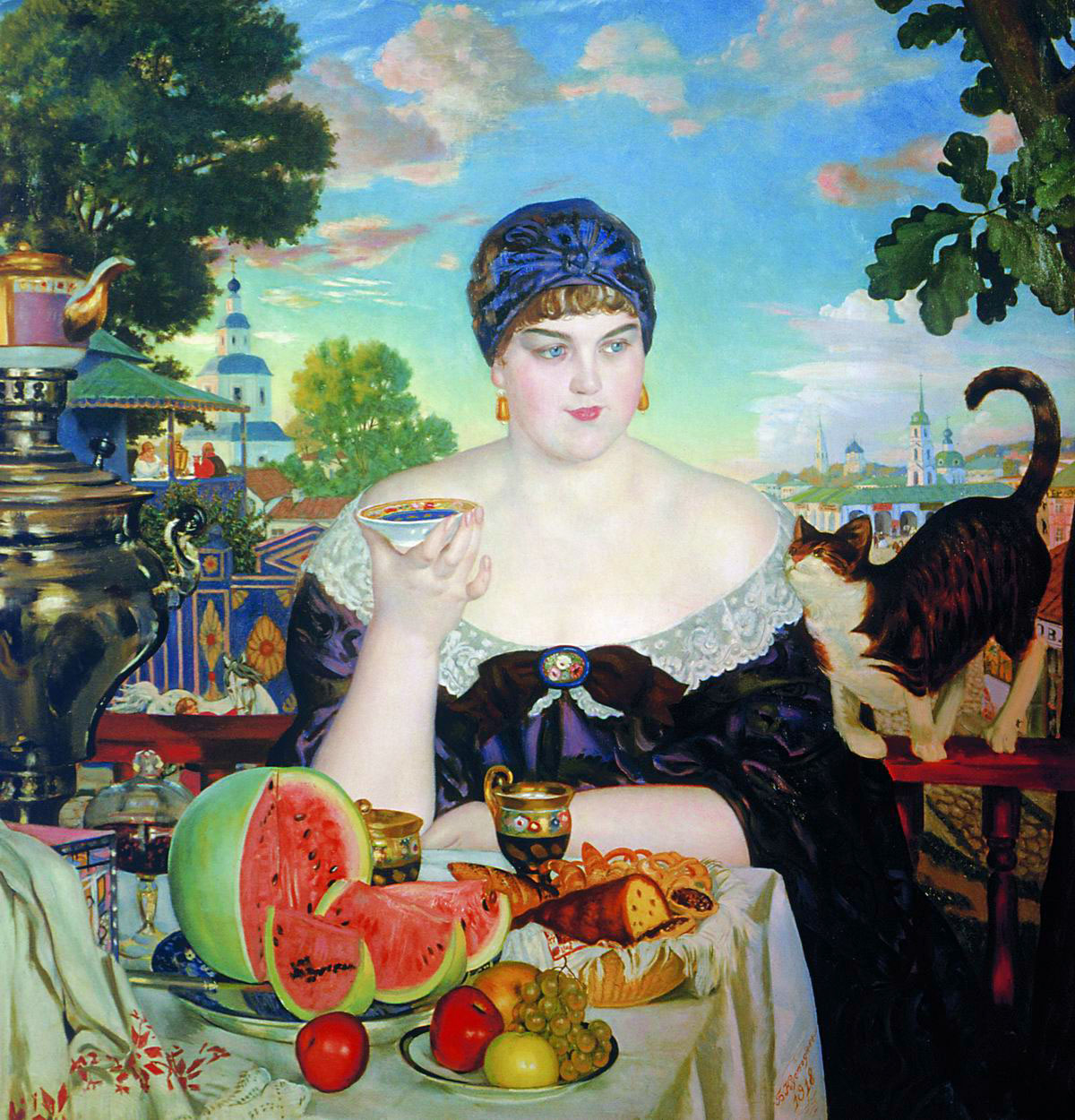
La mujer del mercader, de Boris Kustodiev, 1918. El cuadro muestra a una señora de la nobleza rusa tomando el té.

La cultura rusa del té se refiere a cómo se prepara la infusión de té, así como las ocasiones en que la gente consume té en Rusia. Histórica y tradicionalmente, eso es parte de dicha nación euroasiatica, se prepara y se puede servir dulce, caliente o frío y uno de los elementos icónicos del país anteriormente mencionado, es que es servido en un samovar, que es un recipiente metálico en forma de cafetera alta, que está dotado de una chimenea interior con infiernillo.

## Historia
Desde 1638, el té ha tenido una rica y variada historia en Rusia. Debido, en parte, al frío clima de dicha nación, hoy se considera la bebida nacional de facto, una de las bebidas más populares del país, y está estrechamente asociada con la cultura tradicional rusa. Tradicionalmente el té solía beberse en la tarde, pero progresivamente se ha extendido como una bebida consumible durante todo el día, especialmente al final de las comidas servidas con el postre. Un aspecto importante de la cultura del té ruso es el omnipresente dispositivo de infusión de té ruso conocido como samovar, que se ha convertido en un símbolo de hospitalidad y comodidad.

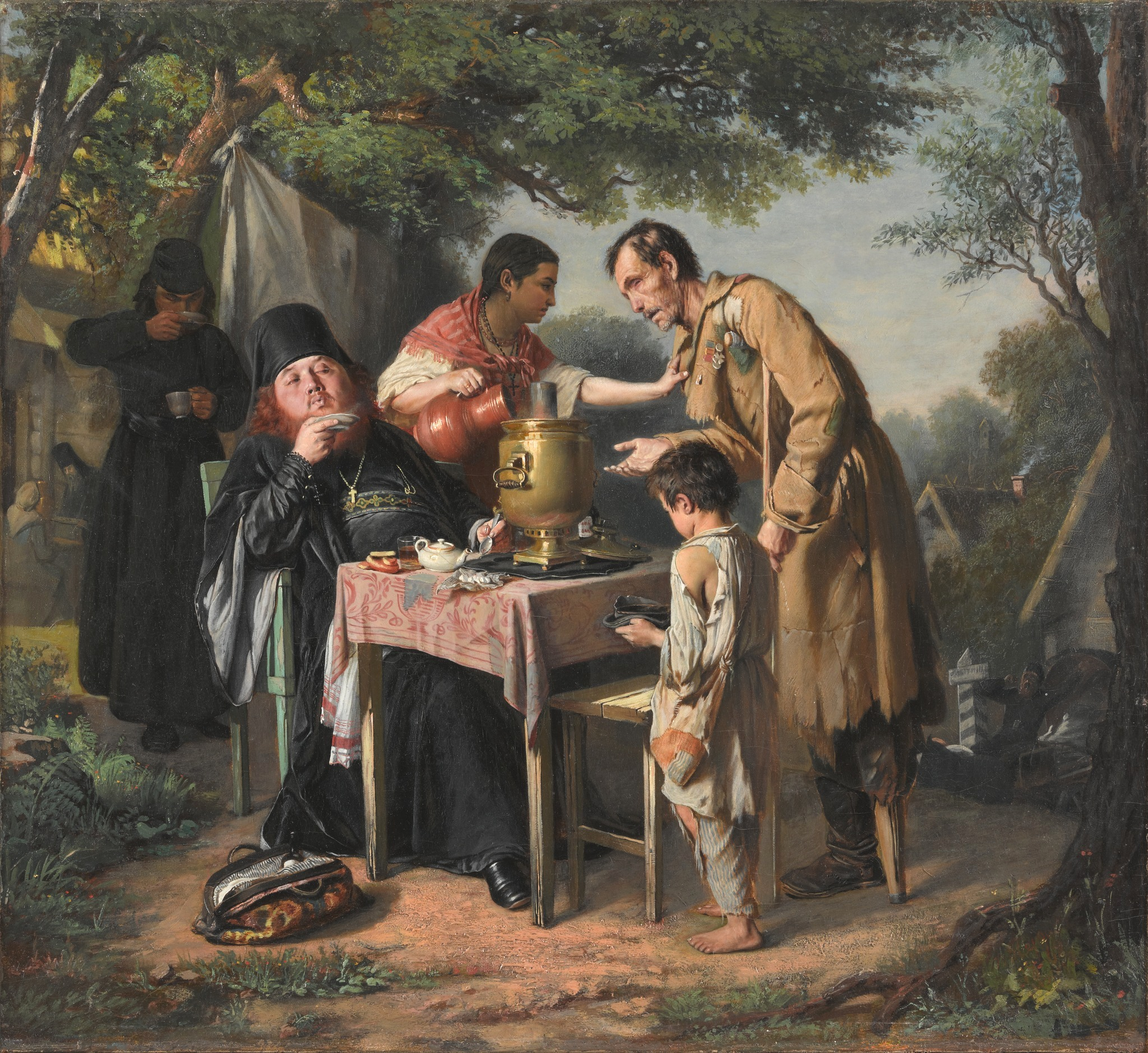
Consumo de té en Mytishchi. Vasily Perov, 1862.

El té en Rusia fue introducido en 1638, cuando un gobernante mongol donó al zar Mijaíl I cuatro puds (65–70 kg) de té. Según el traductor Jeremiah Curtin, fue posiblemente en 1636 que Vassili Starkov fue enviado como enviado al Altyn Khan. Como regalo al zar, le dieron 250 libras de té. Starkov rechazó al principio, no viendo el sentido de cargar hojas muertas, pero el Khan insistió. Así fue introducido el té en Rusia. En 1679, Rusia concluyó un tratado sobre el suministro regular de té desde China a través de caravana de camellos a cambio de pieles. El embajador chino en Moscú hizo un regalo de varios cofres de té a Alejo I. Sin embargo, la difícil ruta comercial hizo el costo del té extremadamente alto, por lo que la bebida sólo estaba disponible para la realeza y la muy rica nobleza de Rusia. En 1689, se firmó el Tratado de Nerchinsk que formalizó la soberanía de Rusia sobre Siberia, y también marcó la creación de la Ruta del té o Ruta de Siberia, que los comerciantes usaban entre Rusia y China.
Entre el Tratado de Nerchinsk y el de Kiajta de 1727, Rusia aumentaría sus caravanas que iban a China para el comercio de té, pero solo a través de distribuidores estatales. En 1706, Pedro el Grande hizo ilegal que cualquier comerciante ruso negociase en Pekín. En 1736, Catalina la Grande estableció las importaciones regulares de té. En el momento de la muerte de Catalina en 1796, Rusia estaba importando más de tres millones de libras en caravana de camellos en forma de té suelto y ladrillos de té, suficiente té para reducir considerablemente el precio para que los rusos de clase media y baja pudieran permitirse la bebida.
El año más importante para el comercio de té de Kiajta fue en 1824, y el año pico para las caravanas de té fue 1860. A partir de entonces, comenzaron a disminuir cuando se completó la primera etapa del Ferrocarril Transiberiano en 1880. Un servicio de tren más rápido permitió que el té fuese importado desde casi un año y medio para pasar a poco más de una semana que el té estuviese en Moscú desde China. La disminución del té chino a mediados del siglo XIX a su vez significó que Rusia comenzase a importar más té de Odesa y Londres. En 1905, el transporte de té a caballo había terminado y en 1925 la caravana como el único medio de transporte para el té había terminado. En 2002, Rusia importó unas 162 000 toneladas métricas de té.

## Producción
A finales del siglo XVIII, los precios del té habían disminuido moderadamente. La primera planta local del té fue fijada en los jardines botánicos de Nikitsk en 1814, mientras que la primera plantación industrial del té fue establecida en 1885. La industria del té no despegó hasta la Primera Guerra Mundial y se expandió mucho después de la Segunda Guerra Mundial. Sin embargo, a mediados de los noventa, la producción de té se detuvo. Hoy en día, la principal área en Rusia para la producción de té es en las cercanías de Sochi.

## Variedades
Tradicionalmente, el té negro es el té más común en Rusia, pero el té verde es cada vez más popular. El té tradicional en Rusia incluye el tipo tradicional conocido como Caravana rusa como originalmente fue importado de China vía caravanas de camellos. Como el viaje era muy largo –por lo general llevaba hasta 16 o 18 meses– el té adquirió su sabor ahumado distintivo de las fogatas de la caravana. Hoy en día, este té se da a menudo su sabor ahumado después de la fermentación o es un keemun o un «té negro o oolong de China o Taiwán con un toque ahumado de Lapsang Souchong o Tarry Souchong».

## En la cultura popular

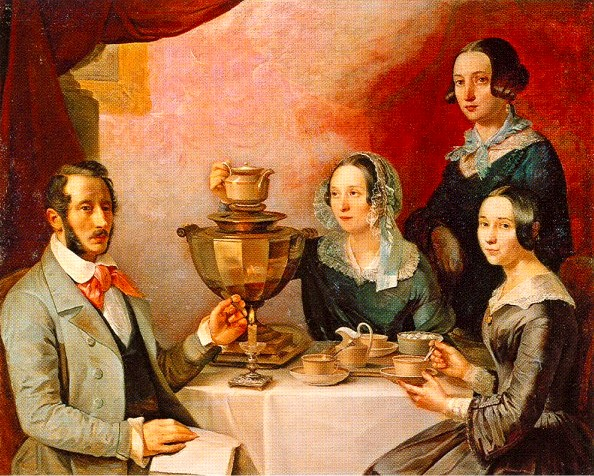
Retrato familiar en Rusia en 1844 por T. Myagkov, con el samovar listo para servir el té.

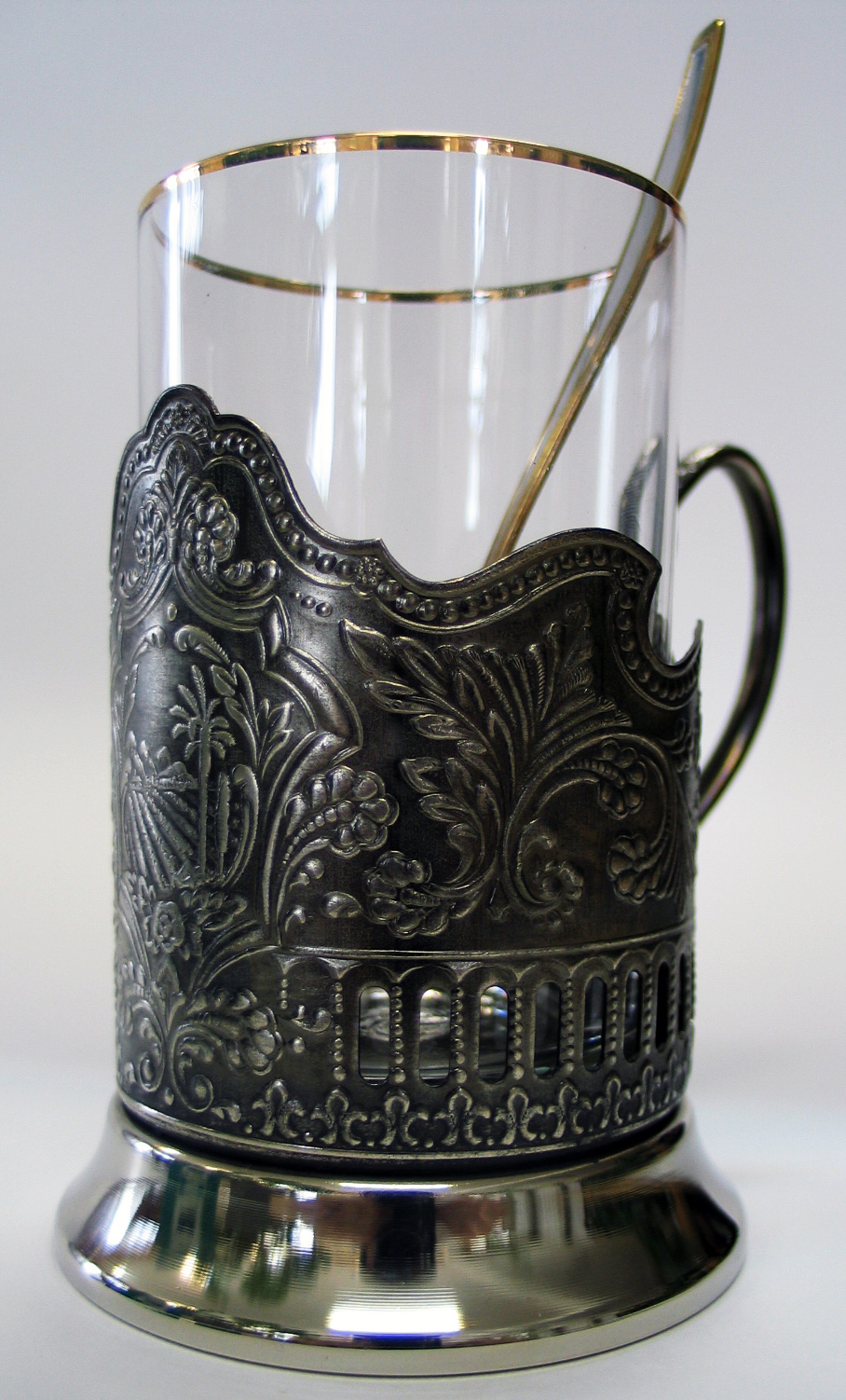
Un podstakannik con un vaso en su interior.

Según William Pokhlyobkin, el té en Rusia no era considerado como una bebida autodependiente. Así, incluso las clases opulentas lo adornaban con mermelada, jarabe, pasteles, galletas, caramelos, limón y otros dulces. Esto es similar al idioma arcaico "чай да сахар" (té y azúcar). El idioma ruso utiliza algunos memes relacionados con el consumo de té, incluyendo "чайку-с?" ("¿un poco de té?"), utilizado por los asistentes prerrevolucionarios. El té fue hecho un elemento significativo de la vida cultural por los literatos del círculo Karamziniano.
A mediados del siglo XIX, el té se había ganado a la clase popular, los comerciantes y la pequeña burguesía. Esto se refleja en los dramas de Alexander Ostrovsky. Alexander Pushkin en Eugenio Oneguin mostró el papel del té en el establecimiento de relaciones románticas. En el siglo XIX, los rusos bebían su té con un cubo de azúcar (de pan de azúcar) sostenido entre sus dientes. La tradición sigue existiendo.
En el período soviético, beber té era muy popular en la vida cotidiana de los oficinistas (secretarias, ayudantes de laboratorio, etc.). Las marcas de té de la época fueron apodadas «las escobas» (georgiana) y «el té con un elefante» (indio). El té era un elemento inmutable de la vida de la cocina entre la intelligentsia de los años sesenta y setenta.
En Rusia, la preparación del té difiere, pero por lo general incluye limón y azúcar o mermelada. Las bolsitas de té son muy populares, pero cuando se usa una tetera es muy común hacer una fermentación fuerte, luego verter un poco en una taza y cubrir con agua caliente o hirviendo, añadiendo leche y azúcar después.
Las formas tradicionales de los utensilios de té rusos incluyen la urna de infusión de té rusa llamada samovar, los juegos de té de Lomonosov adornados con un diseño de red azul cobalto y oro de 22 quilates, y los tradicionales podstakannik, que es un soporte de metal con asa que sirve para sostener el vaso en el que se sirve el té.